# Simcha Wasserman
Pour les articles homonymes, voir Wasserman.
Simcha Wasserman (1900-1992) est un rabbin qui eut une influence importante en France, juste avant la Seconde Guerre mondiale avant d'immigrer aux États-Unis, puis en Israël. 

## Biographie
Simcha Wasserman est le fils aîné du célèbre directeur d'académie talmudique Elchonon Wasserman, à Baranowicze, en Pologne (actuellement Baranovitchi, en Biélorussie), qui est mort en martyr à Kovno, fusillé par les nazis. Comme son père, il fut proche du Chofetz Chaim
Également apparenté au rabbin Chaim Ozer Grodzinski par sa mère, il étudie à Novardok, en Lituanie, pendant plusieurs années, après sa Bar Mitzvah, sous la tutelle de l'Alter de Novardok. 
Après sa dernière visite avec son père, ce dernier l'envoie à Strasbourg où sa renommée aide à l'expansion et au prestige, de la yeshiva Hahkmé Tsorfath (la Yeshiva de France) fondée à Neudorf (Strasbourg) par le grand rabbin Ernest Weill, en 1932-1933 (à l'époque la seule de France). 
Il fonde aussi une yeshiva à Paris. 
Il reste en France jusqu'en 1938 et émigre alors aux États-Unis, laissant la direction de la yeshiva de Neudorf à Yitzchak Chaikin, disciple du Chofetz Chaim et du Rav Elchonon Wasserman, venu en France en 1938. Cette yeshiva deviendra après la guerre la yechiva d'Aix-les-Bains. 
Simcha Wasserman sera le directeur de la yeshiva Beth Yehudah à Détroit dans les années 1940, fondera la yeshiva Ohr Elchonon en Californie dans les années 1950, puis une autre du même nom à Jérusalem, en 1977.
Simcha Wasserman et son épouse sont enterrés au cimetière Har Hamenouhot de Jérusalem, à la gauche du Hid"a. Ils n'avaient pas eu d'enfants, mais leurs disciples se comptent par milliers.